# Пушной (Карелия)
Пушно́й — посёлок в Беломорском районе Республики Карелия России. Входит в состав Сосновецкого сельского поселения.

## География
Поселок находится на берегу небольшого озера Алинелампи (местное название «Пушно-ламбина», «Тухлое» — во время существования зверосовхоза в озеро скидывались биологические нечистоты, от чего озеро приобрело зеленовато-мутный цвет и неприятный запах, в данный момент (2010 г.) оно практически самоочистилось), соединяющегося короткой протокой с крупным озером Шуезеро.
Уличная сеть
- Дорожная ул.
- Калинина ул.
- Клубная ул.
- Лесная ул.
- Лехтинская ул.
- Новая ул.
- Пионерская ул.
- Скалистая ул.
- Совхозная ул.
- Школьная ул.

## История
Старое название посёлка Пушной было Курьяваракка, что в переводе с карельского означает «нищая гора».
В 1964 г. Указом Президиума ВС РСФСР поселок Курьяваракка переименован в Пушной.

## Население
| 2002 | 2009 | 2010 | 2013 |
| ---- | ---- | ---- | ---- |
| 563  | ↘435 | ↘409 | ↗417 |

Посёлок Пушной частью сформирован из жителей Лехты и Шуезеро, закрытых поселений (Ноттоваракка, Маслозеро, Пертозеро, Никонова Сельга, Маркова гора, Берёзово, Ушково, Курьяваракка), а также людей, приехавших из-за пределов района. Сёла Шуезеро и Лехта — места традиционного проживания северных карел, известных своими традициями и культурой.

## Инфраструктура
«Пушнинская средняя общеобразовательная школа».
В посёлке имеется общеобразовательная средняя школа — детский сад. Градообразующим предприятием в посёлке являлось АО «Беломорское», специализирующееся на разведении песца, норки. В данный момент ликвидировано. Население работает в леспромхозе, школе, ЖКХ, на Сосновецком карьере (п. Сосновец).

## Транспорт
Трасса М18 проходит непосредственно по краю поселка, отсекая несколько домов.